# 평택4로
평택4로(Pyeongtaek 4-ro) 평택시 신평동 합정초교사거리에서 신평동 덕동사거리를 잇는 도로이다.

## 주요 경유지
경기도
- 평택시 (신평동 . 비전동)

## 노선
| 이름              | 접속 노선               | 소재지 | 소재지 | 비고 |
| ----------------- | ----------------------- | ------ | ------ | ---- |
| 합정초교삼거리    | 평남로                  | 평택시 | 신평동 |      |
| 합정초교사거리    | 중앙2로                 | 평택시 | 신평동 |      |
| 평택여중사거리    | 중앙로                  | 평택시 | 신평동 |      |
| 비전2파출소사거리 | 평택5로                 | 평택시 | 비전동 |      |
| 덕동사거리        | 국도 제1호선 (경기대로) | 평택시 | 비전동 |      |
| 비전3로와 직결    |                         |        |        |      |

## 주요 시설및 건물
- 합정초등학교 (평택4로 11/합정동 838)
- SK에너지 삼미상사 합정주유소 (평택4로 28/합정동 963-4)
- 그래비티 합정점 (평택4로 29/합정동 551-6)
- CU 평택합정대로점 (평택4로 40/합정동 763-15)
- SC제일은행 평택지점 (평택4로 52/비전동 761)
- 평택여자중학교 (평택4로 60/비전2동 236-21)
- CU 평택여중점 (평택4로 67/비전2동 751-9)
- KT 평택빌딩 (평택4로 78/비전동 251-15)
- KT플라자 평택점 (평택4로 78/비전동 251-15)
- 토프레소 평택비전점 (평택4로 97/비전동 811-2)
- CU 평택신세계점 (평택4로 99/비전동 811-1)
- 파리바게뜨 평택덕동점 (평택4로 103/비전동 809-3)
- 이마트24 평택덕동점 (평택4로 106/비전동 818-2)